# Kily González
Cristian Alberto González Peret, mais conhecido como Kily Gonzalez (Rosário, 4 de agosto de 1974), é um treinador e ex-futebolista argentino que atuava como meio-campista. Atualmente comanda o Platense.

## Carreira
Kily González estreou como jogador profissional pelo Rosario Central em 1993, onde ele atuou até o ano de 1995, quando de sua transferência para o Boca Juniors. Em 1996, Kily se transferiu para o Real Zaragoza da Espanha e em 1999, buscou novos ares no Valencia CF. Em 2003, Kily González foi para a Inter de Milão junto com seu técnico no Valencia, Héctor Cúper. 
Na temporada 2005/2006, Kily González obteve passe livre junto à Internazionale, e voltou ao seu primeiro time, Rosario Central. Já em agosto de 2009, Kily González deixa o Rosario Central e toma o rumo de Almagro, para jogar no San Lorenzo. Para a temporada 10/11, Kily retornou ao clube de seu coração, Rosario Central, para ajudar a equipe de Rosário a voltar a elite do futebol argentino.

## Seleção
Foi campeão olímpico com a Seleção Argentina de Futebol nas Olimpíadas de 2004.

## Títulos
Valencia
- La Liga: 2001–02
- Supercopa da Espanha: 1999

Internazionale
- Serie A: 2005–06
- Copa da Itália: 2004–05, 2005–06

Seleção Argentina
- Jogos Olímpicos: 2004

Individuais
- UEFA Team of the Year: 2001